# The Singles Tour
Die The Singles Tour war eine weltweite Konzerttournee der britischen Synthie-Pop-/Synth-Rock-Band Depeche Mode zur Promotion ihrer Singles-Kompilation The Singles 86–98, die 1998 veröffentlicht wurde und sämtliche Single-Hits der Band seit 1986 beinhaltete.

## Hintergrund
Die Tour, die seitens Depeche Mode am 20. April 1998 für die Öffentlichkeit überraschend bei einer Pressekonferenz der Band gemeinsam mit der Veröffentlichung von The Singles 86–98 offiziell für den Herbst des gleichen Jahres angekündigt wurde, war die erste der Gruppe seit ihrer Exotic Tour/Summer Tour ’94 vier Jahre zuvor. Bereits im April 1997 erschien zwar mit Ultra ein neues Studioalbum der Band, sie entschied sich jedoch gegen eine große Welttournee und absolvierten daher nur vereinzelte Promo-Auftritte, da die beiden kräftezehrenden Mammut-Welttourneen zum Album Songs of Faith and Devotion beinahe zum Ende der Band geführt hätten, begünstigt auch durch den Ausstieg Alan Wilders im Juni 1995 und Dave Gahans zunehmenden Alkohol- und Drogenproblemen, die am 28. Mai 1996 nach einer Einnahme eines Speedballs für ihn fast tödlich endeten (tatsächlich war er für zwei Minuten klinisch tot, jedoch konnte ihn der gerade noch rechtzeitig eintreffende Rettungsdienst wiederbeleben.)
Die The Singles Tour war somit die erste Depeche Mode-Tournree ohne Wilder, seit er 1982 zur Gruppe stieß.
Die Tour begann mit einer Europatournee, die Anfang September in Tartu begann und Mitte Oktober in San Sebastián endete. Später im selben Monat startete die Band eine Tournee durch Nordamerika, die in Worcester begann. Die achtwöchige Tournee beinhaltete einen Auftritt beim KROQ Almost Acoustic Christmas-Konzert in Los Angeles. Billy Corgan, Frontmann der Smashing Pumpkins, sang bei diesem Konzert mit Depeche Mode das Lied Never Let Me Down Again. Die Tournee endete schließlich Ende Dezember in Anaheim.
Die Tour markierte außerdem das Debüt der beiden Livemusiker Peter Gordeno (Keyboards) und Christian Eigner (Schlagzeug), die seitdem fester Bestandteil der Liveauftritte von Depeche Mode sind. Eigner trat bereits 1997 bei zwei der Promo-Konzerte für Ultra mit der Band auf.

## Liveaufnahmen
Das Konzert in der damals neu eröffneten Kölnarena in Köln am 5. Oktober 1998 wurde für ein MTV-Special aufgezeichnet und dort in einem 45-minütigen Ausschnitt gesendet. Eine offizielle Veröffentlichung des Auftritts in Form eines Konzertfilms oder Livealbums erfolgte bis heute nicht.

## Setlist

### Beispiel-Setlist
- Painkiller (intro)
- A Question of Time
- World in My Eyes
- Policy of Truth
- It’s No Good
- Never Let Me Down Again
- Walking in My Shoes
- Only When I Lose Myself
- A Question of Lust
- Sister of Night
- Home
- Condemnation
- In Your Room
- Useless
- Enjoy the Silence
- Personal Jesus
- Barrel of a Gun
- Somebody
- Stripped
- Behind the Wheel
- I Feel You
- Just Can’t Get Enough

### Setlist KROQ Almost Acoustic Christmas (12. Dezember 1998)
- Barrel of a Gun
- Policy of Truth
- It’s No Good
- Walking in My Shoes
- Sister of Night (acoustic version)
- A Question of Lust (acoustic version)
- Enjoy the Silence (acoustic version)
- In Your Room
- Behind the Wheel
- Personal Jesus
- Never Let Me Down Again (feat. Billy Corgan)

## Tourdaten
| Nr.                 | Datum              | Stadt               | Land               | Veranstaltungsort                            | Anmerkungen                    |
| Leg 1 – Europa      | Leg 1 – Europa     | Leg 1 – Europa      | Leg 1 – Europa     | Leg 1 – Europa                               | Leg 1 – Europa                 |
| ------------------- | ------------------ | ------------------- | ------------------ | -------------------------------------------- | ------------------------------ |
| 1                   | 2. September 1998  | Tartu               | Estland            | Tähtvere Puhkepark                           |                                |
| 2                   | 3. September 1998  | Jūrmala             | Lettland           | Tenisa Centrs Lielupe                        |                                |
| 3                   | 5. September 1998  | Moskau              | Russland           | Sportivnyy kompleks Olimpiyskiy              |                                |
| 4                   | 7. September 1998  | St. Petersburg      | Russland           | Sportivno-Kontsertnyy Kompleks Peterburgskiy |                                |
| 5                   | 9. September 1998  | Helsinki            | Finnland           | Hartwall Areena                              |                                |
| 6                   | 11. September 1998 | Kopenhagen          | Danemark           | Valby-Hallen                                 |                                |
| 7                   | 12. September 1998 | Göteborg            | Schweden           | Scandinavium                                 |                                |
| 8                   | 13. September 1998 | Stockholm           | Schweden           | Globen                                       |                                |
| 9                   | 15. September 1998 | Prag                | Tschechien         | Sportovní hala                               |                                |
| 10                  | 16. September 1998 | Wien                | Osterreich         | Stadthalle                                   |                                |
| 11                  | 18. September 1998 | Berlin              | Deutschland        | Waldbühne                                    |                                |
| 12                  | 19. September 1998 | Berlin              | Deutschland        | Waldbühne                                    |                                |
| 13                  | 20. September 1998 | Erfurt              | Deutschland        | Messehalle                                   |                                |
| 14                  | 22. September 1998 | Brüssel             | Belgien            | Forest National                              |                                |
| 15                  | 23. September 1998 | Stuttgart           | Deutschland        | Schleyerhalle                                |                                |
| 16                  | 25. September 1998 | Zürich              | Schweiz            | Hallenstadion                                |                                |
| 17                  | 26. September 1998 | Casalecchio di Reno | Italien            | PalaMalaguti                                 |                                |
| 18                  | 27. September 1998 | Assago              | Italien            | FilaForum                                    |                                |
| 19                  | 29. September 1998 | London              | England            | Wembley Arena                                |                                |
| 20                  | 30. September 1998 | London              | England            | Wembley Arena                                |                                |
| 21                  | 2. Oktober 1998    | Manchester          | England            | Manchester Evening News Arena                |                                |
| 22                  | 3. Oktober 1998    | Birmingham          | England            | National Exhibition Centre                   |                                |
| 23                  | 5. Oktober 1998    | Köln                | Deutschland        | Kölnarena                                    |                                |
| 24                  | 6. Oktober 1998    | Köln                | Deutschland        | Kölnarena                                    |                                |
| 25                  | 7. Oktober 1998    | Paris               | Frankreich         | Palais Omnisport de Bercy                    |                                |
| 26                  | 9. Oktober 1998    | Hannover            | Deutschland        | Messehalle 2                                 |                                |
| 27                  | 10. Oktober 1998   | Leipzig             | Deutschland        | Messehalle                                   |                                |
| 28                  | 11. Oktober 1998   | Frankfurt am Main   | Deutschland        | Festhalle                                    |                                |
| 29                  | 13. Oktober 1998   | München             | Deutschland        | Olympiahalle                                 |                                |
| 30                  | 15. Oktober 1998   | Saragossa           | Spanien            | Pabellón Príncipe Felipe                     |                                |
| 31                  | 16. Oktober 1998   | Barcelona           | Spanien            | Palau Sant Jordi                             |                                |
| 32                  | 17. Oktober 1998   | San Sebastián       | Spanien            | Velódromo de Anoeta                          |                                |
| Leg 2 – Nordamerika |                    |                     |                    |                                              |                                |
| 33                  | 27. Oktober 1998   | Worcester           | Vereinigte Staaten | Centrum Center                               |                                |
| 34                  | 28. Oktober 1998   | New York City       | Vereinigte Staaten | Madison Square Garden                        |                                |
| 35                  | 29. Oktober 1998   | New York City       | Vereinigte Staaten | Madison Square Garden                        |                                |
| 36                  | 1. November 1998   | Philadelphia        | Vereinigte Staaten | First Union Spectrum                         |                                |
| 37                  | 5. November 1998   | Toronto             | Kanada             | SkyDome                                      |                                |
| 38                  | 6. November 1998   | Montréal            | Kanada             | Centre Molson                                |                                |
| 39                  | 8. November 1998   | Cleveland           | Vereinigte Staaten | Gund Arena                                   |                                |
| 40                  | 9. November 1998   | Auburn Hills        | Vereinigte Staaten | Palace of Auburn Hills                       |                                |
| 41                  | 11. November 1998  | Fairfax             | Vereinigte Staaten | Patriot Center                               |                                |
| 42                  | 13. November 1998  | Miami               | Vereinigte Staaten | Miami Arena                                  |                                |
| 43                  | 14. November 1998  | Orlando             | Vereinigte Staaten | Orlando Arena                                |                                |
| 44                  | 15. November 1998  | Tampa               | Vereinigte Staaten | Ice Palace                                   |                                |
| 45                  | 18. November 1998  | Houston             | Vereinigte Staaten | Compaq Center                                |                                |
| 46                  | 19. November 1998  | Dallas              | Vereinigte Staaten | Reunion Arena                                |                                |
| 47                  | 20. November 1998  | San Antonio         | Vereinigte Staaten | Alamodome                                    |                                |
| 48                  | 22. November 1998  | New Orleans         | Vereinigte Staaten | Lakefront Arena                              |                                |
| 49                  | 24. November 1998  | Rosemont            | Vereinigte Staaten | Rosemont Horizon                             |                                |
| 50                  | 25. November 1998  | Rosemont            | Vereinigte Staaten | Rosemont Horizon                             |                                |
| 51                  | 29. November 1998  | Denver              | Vereinigte Staaten | McNichols Sports Arena                       |                                |
| 52                  | 1. Dezember 1998   | Salt Lake City      | Vereinigte Staaten | Delta Center                                 |                                |
| 53                  | 2. Dezember 1998   | Nampa               | Vereinigte Staaten | Idaho Center                                 |                                |
| 54                  | 4. Dezember 1998   | Vancouver           | Kanada             | Pacific Coliseum                             |                                |
| 55                  | 6. Dezember 1998   | Portland            | Vereinigte Staaten | Rose Garden                                  |                                |
| 56                  | 7. Dezember 1998   | Seattle             | Vereinigte Staaten | KeyArena                                     |                                |
| 57                  | 9. Dezember 1998   | Sacramento          | Vereinigte Staaten | ARCO Arena                                   |                                |
| 58                  | 11. Dezember 1998  | Oakland             | Vereinigte Staaten | The Arena in Oakland                         |                                |
| 59                  | 12. Dezember 1998  | Los Angeles         | Vereinigte Staaten | Shrine Auditorium                            | KROQ Almost Acoustic Christmas |
| 60                  | 14. Dezember 1998  | Phoenix             | Vereinigte Staaten | America West Arena                           |                                |
| 61                  | 15. Dezember 1998  | San Diego           | Vereinigte Staaten | Cox Arena                                    |                                |
| 62                  | 18. Dezember 1998  | Inglewood           | Vereinigte Staaten | Great Western Forum                          |                                |
| 63                  | 19. Dezember 1998  | Inglewood           | Vereinigte Staaten | Great Western Forum                          |                                |
| 64                  | 20. Dezember 1998  | Anaheim             | Vereinigte Staaten | Arrowhead Pond                               |                                |
| 65                  | 22. Dezember 1998  | Anaheim             | Vereinigte Staaten | Arrowhead Pond                               |                                |

## Band
- Dave Gahan: Gesang
- Martin Gore: Synthesizer, Gitarre, Hintergrundgesang, Gesang bei A Question of Lust, Sister of Night, Home und Somebody
- Andrew Fletcher: Synthesizer
- Peter Gordeno: Synthesizer, Hintergrundgesang
- Christian Eigner: Schlagzeug
- Jordan Bailey: Hintergrundgesang
- Janet Cooke: Hintergrundgesang